# Övre Hillen
Övre Hillen ibland Övra Hillen är en sjö i Ludvika kommun och Smedjebackens kommun i Dalarna och ingår i Norrströms huvudavrinningsområde. Sjön har en area på 4,47 kvadratkilometer och ligger 137 meter över havet. Sjön avvattnas av vattendraget Kolbäcksån. Vid provfiske har en stor mängd fiskarter fångats, bland annat abborre, björkna, braxen och gärs.
Övre Hillen ligger i Kolbäcksåns vattensystem. Dess viktigaste tillflöde är Ludvika ström, som mynnar i viken Gårlången, vilken i sin tur åtskiljs från resten av sjön av udden Biskopsnäset. Sjöns utlopp utgörs av ett smalt sund, som leder vattnet vidare till Nedre Hillen.

## Delavrinningsområde
Övre Hillen ingår i delavrinningsområde (667613-146753) som SMHI kallar för Utloppet av Övre Hillen. Medelhöjden är 228 meter över havet och ytan är 61,22 kvadratkilometer. Räknas de 56 avrinningsområdena uppströms in blir den ackumulerade arean 1 213,33 kvadratkilometer. Kolbäcksån som avvattnar avrinningsområdet har biflödesordning 3, vilket innebär att vattnet flödar genom totalt 3 vattendrag innan det når havet efter 252 kilometer. Avrinningsområdet består mestadels av skog (68 procent). Avrinningsområdet har 6,03 kvadratkilometer vattenytor vilket ger det en sjöprocent på 9,8 procent. Bebyggelsen i området täcker en yta av 7,77 kvadratkilometer eller 13 procent av avrinningsområdet.

## Fisk
Vid provfiske har följande fisk fångats i sjön:
- Abborre
- Björkna
- Braxen
- Gärs
- Gädda
- Lake
- Löja
- Mört
- Nors
- Siklöja

Även Större Dammussla har påträffats i sjön.